# 小さな恋の夕間暮れ
「小さな恋の夕間暮れ」（ちいさなこいのゆうまぐれ）は、森山直太朗8枚目シングル。2005年6月15日発売。発売元はユニバーサルミュージック。

## 概要
ベストアルバム『傑作撰 2001〜2005』と同時発売。この頃、森山は髪を短くしていたが本楽曲のプロモーションビデオには、森山の散髪シーンを取り入れている。
プロダクション人力舎所属のピン芸人・吉住が自身のネタ「たっちゃん」にこの曲を挿入歌として使用している。

## 収録曲
全曲　作詞・作曲:森山直太朗/御徒町凧　編曲:渡辺善太郎
1. 小さな恋の夕間暮れ　日本テレビ系「火曜サスペンス劇場」テーマ曲
2. セツナ　近鉄「2005夏キャンペーン」TV-CFタイアップ曲
3. 小さな恋の夕間暮れ（カラオケ）